# Aceuchal
Aceuchal ist eine Kleinstadt und eine Gemeinde (municipio) mit 5.404 Einwohnern (Stand: 2024) im Zentrum der spanischen Provinz Badajoz in der Autonomen Gemeinschaft Extremadura.

## Lage
Der Ort Aceuchal liegt gut 61 km südöstlich der Provinzhauptstadt Badajoz bzw. knapp 42 km südwestlich von Mérida in einer Höhe von ungefähr 310 m ü. d. M. Das Klima im Winter ist gemäßigt, im Sommer dagegen warm bis heiß; die eher geringen Niederschlagsmengen (ca. 530 mm/Jahr) fallen – mit Ausnahme der nahezu regenlosen Sommermonate – verteilt übers ganze Jahr.

## Bevölkerungsentwicklung
| Jahr      | 1857  | 1900  | 1950  | 2000  | 2016  |
| Einwohner | 3.967 | 4.226 | 6.082 | 5.304 | 5.485 |

Der nur leichte Bevölkerungsrückgang in der zweiten Hälfte des 20. Jahrhunderts ist im Wesentlichen auf die Mechanisierung der Landwirtschaft und den daraus resultierenden Verlust von Arbeitsplätzen zurückzuführen.

## Wirtschaft
Die Menschen früherer Zeiten lebten im Wesentlichen als Selbstversorger von der Landwirtschaft; im Ort ließen sich auch Händler, Handwerker und Dienstleister aller Art nieder. Die Bauern des Ortes haben sich auf den Anbau von Knoblauch (ajo) spezialisiert; eine Bronzestatue (1985) erinnert daran.

## Geschichte
Aceuchal liegt nur wenige Kilometer westlich der Via de la Plata, einer antiken Handelsstraße, die Hispalis (Sevilla) mit Asturica Augusta (Astorga) verband. Im frühen 8. Jahrhundert wurde die Region von den Mauren überrannt, die sich jedoch unter dem leonesischen König Alfons IX. (reg. 1188–1230) mit der christlichen Rückeroberung (reconquista) auseinanderzusetzen hatten, die jedoch von den Almohaden bis zur Schlacht bei Las Navas de Tolosa (1212) aufgehalten werden konnte. Die endgültige Rückeroberung des Südwestens der Iberischen Halbinsel erfolgte unter dem leonesisch-kastilischen König Ferdinand III. (reg. 1230–1252). Dieser übergab den Ort in die Hände des Templerordens, der jedoch zu Beginn des 14. Jahrhunderts aufgelöst wurde; der Santiago-Ritterorden trat an seine Stelle.

## Sehenswürdigkeiten

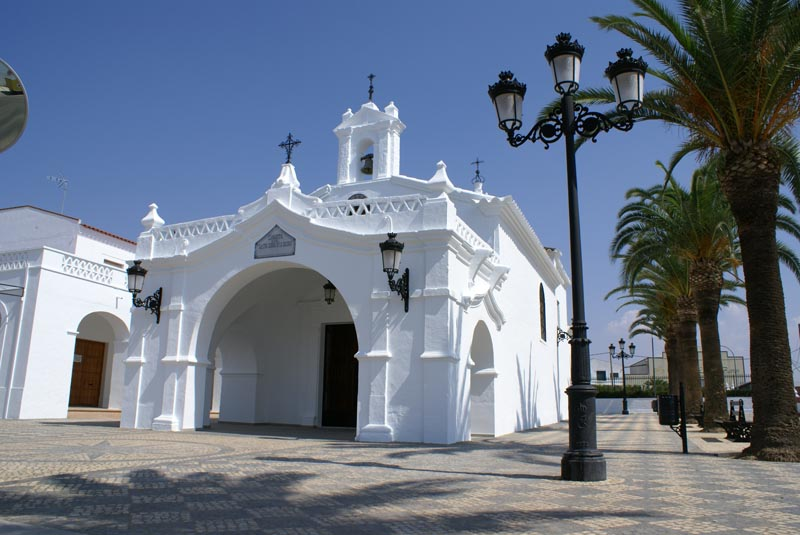
Aceuchal – Ermita de Nuestra Señora de la Soledad

- Der aus nahezu unbehauenen Bruchsteinen errichtete und von einem doppelten Laternenaufsatz überhöhte Glockenturm der Iglesia de San Pedro Apóstol erinnert in seinem Aufbau an ein Minarett, doch wurde er wahrscheinlich erst um das Jahr 1500 erbaut. Die einschiffige Kirche hatte ursprünglich einen offenen hölzernen Dachstuhl, der jedoch um die Mitte des 18. Jahrhunderts durch ein Stuckgewölbe ersetzt wurde. Besondere Beachtung verdient der barocke Hochaltar.
- Verteilt im Ort stehen mehrere Einsiedlerkirchen (ermitas). Die Marienfigur in der Ermita de Nuestra Señora de la Soledad ist die Schutzpatronin der Kleinstadt.
- Bei der Ermita de San Andrés steht der im 18. Jahrhundert erbaute, im 20. Jahrhundert aber nicht mehr genutzte Getreidespeicher (pósito) des Ortes, in welchem seit dem Jahr 1997 die bereits existierende öffentliche Bibliothek untergebracht ist.[6]

## Gastronomie
Spezialität des Ortes ist die aus Schweineresten (Füße, Ohren) und Gemüse (Spinat, Zwiebeln, oft auch Knoblauch) zubereitete Sopa de Antruejo.